# شاکهور
شاکهور یا شاه کهور روستایی در دهستان مینان بخش مینان شهرستان سرباز استان سیستان و بلوچستان ایران است.

## جمعیت
بر پایه سرشماری عمومی نفوس و مسکن در سال ۱۳۹۵ جمعیت این روستا ۸۵۹ نفر (۱۹۴خانوار) بوده‌است.